# Cristina Segura Graíño
Cristina Segura Graíño (Madrid, 30 de enero de 1942) es  una catedrática de historia medieval, feminista e investigadora en la historia de las mujeres. Participó en la fundación del Instituto de Investigaciones Feministas de la Universidad Complutense de Madrid a finales de los años 80. 
Sus investigaciones se han centrado, en buena medida, en la valoración de las fuentes literarias para la construcción de la historia, abriendo nuevas posibilidades a la investigación y siempre desde los principios de la historia social.

## Trayectoria
Cristina Segura Graíño estudió la carrera de Filosofía y Letras en la sección de Historia de la Universidad Complutense de Madrid. Finalizada su licenciatura comenzó a trabajar como profesora ayudante en la misma facultad. Realizó su tesis doctoral en 1972 bajo la dirección de Julio González González, con el título Repoblación de Almería tras la conquista de los Reyes Católicos. Hasta ese año, los estudios de Historia estuvieron ligados a los cursos comunes dentro de la Facultad de Filosofía y Letras. La modificación del Plan de Estudios de 1972 dio lugar a la remodelación institucional y de las titulaciones, creándose la Facultad de Geografía e Historia y en 1975 los diferentes departamentos de especialización de estudios.

### Docencia e investigación
En esta nueva facultad, a finales de los años 70, Cristina Segura empezó a realizar estudios, investigaciones y a organizar grupos de trabajo sobre la situación de las mujeres en la Edad Media. Su dedicación e interés en esta materia de la que fue pionera, se convirtió en su línea de trabajo iniciando a la vez nuevos campos de investigación relacionados con esta etapa histórica.
Durante el curso 1988-1989 contribuyó a la fundación del Instituto de Investigaciones Feministas de la Universidad Complutense de Madrid, cuyo objetivo principal era "la generación y difusión del pensamiento feminista y los estudios de género a través de la creación y mantenimiento de equipos científicos interdisciplinares de investigación". Se encargó del Área de Publicaciones en 1995 y ese mismo año fue nombrada directora, cargo que detentaría durante dos años.
Ocupó el cargo de Vicedecana de Investigación y Postgrado de la Facultad de Geografía e Historia entre los años 2005-2009, siendo Carlos Berzosa el Rector de la Universidad Complutense de Madrid.
Cristina Segura Graíño, obtuvo la Cátedra de Historia Medieval de la Universidad Complutense Madrid en el año 2007. A lo largo de su carrera profesional fue docente en diversas universidades españolas y europeas. Impartió clases en cursos como Historia de las Mujeres en la Edad Media, y másteres como el máster Erasmus Mundos, el máster Europeo Conjunto en Estudios de las Mujeres y de Género, el máster de Investigaciones Feminista (siendo coordinadora en 2009-2010), máster de género y diversidad, máster Interfacultativo de Agentes Sociales en Igualdad de Género, etc. 
Fue directora de la Oficina para la Igualdad de Género de la Universidad Complutense de Madrid (2009-2011), Directora del Grupo de Investigación Fuentes literarias para la Historia de las mujeres en España, que daría lugar a un seminario permanente. Colaboró en la elaboración del Diccionario Biográfico Español de la Real Academia de la Historia con diversas entradas, fundamentalmente sobre mujeres.
Cristina Segura, siguiendo con sus investigaciones, planteó preguntas invitando a reflexionar acerca de los motivos de la ausencia de las mujeres en la historia, formulando como tema de debate la cuestión de si la historia de las mujeres es también historia social. En esta misma línea, en 2004 con motivo de unas  jornadas de la Universidad pública de Navarra Las mujeres en la historia reciente, jornadas de la Universidad pública de Navarra, declaró que el problema fundamental era que no se tenía en cuenta a las mujeres en las diversas enseñanzas. Explicó que "No es que las mujeres no hayan aportado en estas materias, lo que ocurre es que no se destaca y no se valora. Las enseñanzas que se imparten son desde los hombres y no desde las mujeres, como si no hubieran existido".
Dentro de los temas de estudio en la historia social, consideró algunos sobre los que todavía no se daba mucha información dentro de esta disciplina. Así fue como, preocupada por las relaciones de las personas en el medio ambiente en el que vivían, desarrolló durante 4 años el Proyecto al Plan Sectorial de Estudios de Mujeres y de Género del III Plan Nacional de I+D con el título de «Acciones y actitudes  de  las  Mujeres  frente  al  medio  ambiente.  Perspectivas  Históricas  y  Proyecciones de Futuro». Fruto de este proyecto se realizaron varias publicaciones y se llevaron a cabo tres reuniones científicas en la Universidad Complutense de Madridː Encuentros I:  Mujeres  y  espacios  urbanos  (2000), Simposio  Internacional Mujeres y Ecología: Perspectivas Histórico-filosóficas (2001) que dio origen al libro Mujeres y ecologíaː historia, pensamiento y sociedad  y Mujeres y Espacios Urbanos. Historia y Realidad Actual (2002). Con este trabajo de reivindicación ecofeminista planteó la conveniencia de iniciar una historia de las actitudes medioambientales y de las prácticas productivas de las mujeres en la Edad Media. Todo ello llevaría a la reflexión sobre los problemas que plantea hacer Historia del Medio Ambiente o Historia Ecológica.
A lo largo de su trayectoria investigadora ha contribuido a visibilizar el papel silenciado de las mujeres en la Edad Media. Cristina Segura, preocupada por la historia de las mujeres, destaca la importancia de los espacios domésticos como lugares muy productivos, donde las mujeres realizaban los trabajos fundamentales para la vida y sin los que la sociedad no hubiera podido avanzar. Siempre ha defendido que las denominadas tareas domésticas son un trabajo no remunerado y desarrollado en el ámbito privado.

### Activismo
En el seno de la Universidad Complutense, concretamente en el Departamento de Historia Medieval, creó junto con otras compañeras la Asociación Cultural Al-Mudayna a finales de los años 80. "Reivindicar una Historia científica de Madrid en la Edad Media y difundir la realidad social de las Mujeres a través de su Historia" fue el cometido de la asociación. Promovieron numerosos seminarios, cursos y coloquios. Llevaron a cabo programas de investigación y estudios sobre la Historia de la Comunidad de Madrid con especial interés en la Villa de Madrid y sobre la Historia de las Mujeres. También trataron la temática religiosa. Estos estudios se plasman en numerosas publicaciones monográficas, actas de congresos y documentación de carácter inédito.
Fue tesorera de la Asociación de Historia Social (AHS), creada en el año 1990 en Madrid, con los fines fundacionales de promover y contribuir a desarrollar los estudios de Historia Social en España.
Presidió desde 1998 y hasta 2002 la Asociación Española de Investigación de Historia de las Mujeres (AEIHM), constituida para contribuir a incorporar la historia de las mujeres y del género en la enseñanza y la divulgación de la historia en todos los niveles educativos. Participó en numerosas actividades organizadas por la asociación: coloquios internacionales, presentaciones de libros, seminarios y congresos, tratando temas como el mecenazgo femenino, las mujeres y el poder, la representación, construcción e Interpretación de la imagen visual de las Mujeres, la historia de las mujeres en las sociedades preindustriales y en las guerras, entre otros.
En 2011 formó parte de la VII Jornada anual de ADIM (Asociación para el Diálogo Interreligioso de la Comunidad de Madrid). En esa ocasión, el tema de debate versó sobre La mujer en las religiones. Cristina Segura habló del papel de las mujeres en la Edad Media y como en la sociedad anterior al concilio de Trento, las mujeres encontraban un espacio de libertad en los monasterios y en los conventos. En los beaterios - beguinatos en Europa- se vivía una religiosidad no reglada, fuera de la ley. En estos espacios las mujeres cultivaban la experiencia con lo divino y a la vez contribuían a las necesidades de la sociedad. Las emparedadas vivían expresamente la conexión con la divinidad. Argumentó cómo ni los textos sagrados ni algunas tradiciones justifican la marginación a la que han sido sometidas históricamente.
Participó en el Tercer ciclo cultural Jaca Jacobea 2011, organizado por la asociación Jaca Jacobea, cuyo fin primordial es el de trabajar  para la conservación, defensa y revitalización del Camino Jacobeo. Cristina Segura, dio la conferencia titulada En la Edad Media las mujeres también hicieron el Camino de Santiago. En ella, Cristina Segura presentó la idea que radicaba en que "el Camino  era  un  pretexto  para  abandonar  los espacios  domésticos  y  poder  realizar  un  viaje, a pesar  de  los  riesgos  que  entrañaba,  libres de  la  tutela  masculina".
Jubilada en el año 2012, continúa su actividad impartiendo clases de historia de España, participando en debates y conferencias en universidades y otras instituciones.
Aunque su especialidad es la Edad Media, también ha colaborado en otros debates y conferencias relativas a la situación de las mujeres en la historia más reciente. Defiende que para terminar con las diferencias entre mujeres y hombres, es necesaria la transformación de la sociedad teniendo un papel fundamental la enseñanza y las personas dedicadas a la educación, cuya responsabilidad radica en transmitir valores de igualdad. También participó en 2014 en el Aula de historia "El papel de las mujeres republicanas", organizado por las Asambleas Ciudadanas Somos Más conjuntamente con el Club de Amigos de la Unesco de Madrid (CAUM) .
Pertenece a la Sociedad Española de Historia de la Construcción, creada en los años 90 con la intención de contribuir a potenciar y difundir los trabajos correspondientes a esta materia y facilitar los contactos entre las personas que se interesen por este ámbito del conocimiento en España, tanto desde el punto de vista académico, profesional o por interés personal.

## Premios y reconocimientos
El Ayuntamiento de Alcalá la Real (Jaén) le hizo un homenaje en 2010, en el  VIII Congreso de Estudios de Frontera, editando el libro Cristina Segura Graiño: Biobibliografía, con la relación de todas sus publicaciones hasta esa fecha.
Cristina Segura Graíño se jubiló en el año 2012, junto a Alicia Alonso Sagaseta de Ilurdo, Mercedes Guinea Bueno, María Victoria López-Cordón Cortezo, José Luis Martínez Sanz y José Manuel Roldán Hervás. La Universidad Complutense de Madrid realizó un acto-homenaje conjunto por ese motivo.
La Universidad de Huelva publicó la obra colectiva Impulsando la historia desde la historia de las mujeres. La estela de Cristina Segura (2012), en la que participaron 33 historiadoras y 9 historiadores con trabajos enmarcados en el panorama historiográfico de las líneas de investigación sobre la historia de las mujeres, realizando así su homenaje a la profesora Cristina Segura Graíño como una de las pioneras de la historia de las mujeres en España.
Cristina Segura Graíño es autora de numerosas publicaciones sobre Historia de las Mujeres, metodología e historiografía feminista.

## Obra

### Libros
- Los conflictos sociales en el Madrid medieval. Asociación Cultural Almudayna. Colección Laya. Madrid, 2016.
- Los espacios femeninos en el Madrid medieval. Asociación Cultural Almudayna. Colección Laya. Madrid, 2016.
- Clima y medioambiente en las  tierras de Madrid en la Edad Media. Asociación Cultural Almudayna. Colección Laya. Madrid, 2015.
- La querella de las mujeres. XII: Las mujeres sabias se querellan. Asociación Cultural Almudayna. Colección Quere-Ya. Madrid, 2013.
- Estudios de Frontera en Alcalá la Real. Su incidencia en mi obra. VIII Estudios de Frontera. Mujeres y fronteras, Jaén, 2011. Diputación Provincial de Jaén.
- La querella de las mujeres. III: La Querella de las mujeres antecedente de la polémica feminista. Asociación Cultural Almudayna. Colección Quere-Ya. Madrid, 2011.
- La querella de las mujeres. Vol. X: Algunos textos relacionados con la Querella. Asociación Cultural Almudayna. Colección Quere-Ya. Sevilla, 2011.
- Agua y sistemas hidráulicos en el Edad Media hispana. Asociación Cultural Almudayna. Colección Laya. Madrid, 2003.
- Feminismo y misoginia en la literatura española. Fuentes literarias para la Historia de las Mujeres. Colección Mujeres. Ed. Narcea, 2001.
- Diccionario de mujeres célebres. Madrid, Espasa-Calpe, 1998.
- Caminos y caminantes por las tierras del Madrid medieval. Asociación Cultural Almudayna. Colección Laya. Madrid, 1994.

### Capítulos de libros
- Actividades económicas de las mujeres musulmanas en la frontera, en IX Encuentros de Frontera. Economía, sociedad y Derecho en la Frontera. Homenaje al profesor Emilio Molina López. Jaén, 2014. Diputación Provincial de Jaén.
- Las mujeres medievales : perspectivas historiográficas, en Las mujeres en la Edad Media (M.I. del Val y J.F. Jiménez, eds.), Murcia, 2013
- Organización Social del Espacio III. Madrid en el transito de la Edad Media a la Modernidad, en Sistemas Hidráulicos en el Madrid Medieval. Madrid, A.C. Almudayna, 2008, 261-277
- Al Andalus. Espaço de mudanza. Homenagem a Juan Zozaya Stabel-Hanssen, en ¿Rastros de un pensamiento ecológico en Al-Andalus?. Campo Arqueológico de Mértola,  2006, 29-34.
- Mujer, marginación y violencia entre la Edad Media y los tiempos modernos, en Catalina de Belunçe. Una mujer apela a la justicia de los Reyes Católicos. Universidad de Córdoba, 2006, 127-147.
- Vivir del agua en las ciudades medievales, en Los oficios del agua. Universidad de Valladolid, 2006, 11-24.
- Isabel la Católica y Granada, en V Centenario en Isabel I, Reina de Castilla y mujer de su época. Granada, Universidad de Granada, 2004, 39-45.
- Temas de España. Homenaje al Profesor don Antonio Domínguez Ortiz, en Utilización historiográfica de la figura de Isabel la Católica. Madrid, Asociación Española de Profesores de Historia y Geografía", 2005, 137-147.
- Integrated Land and Water Resources Management in History, en Hydraulic Management Systems in Madrid (Spain) XV-XVI century. Siegburg (Deutschland), Schriften der Deutschen Wasser Historischen Gesellschaft, 2005, 57-70.
- Hª de las Mujeres en España y América Latina. I De la Prehistoria a la Edad Media, en Mujeres en el mundo urbano. Sociedad, instituciones y trabajo. Madrid, Cátedra, 2005, 517-545.
- La religiosidad de las mujeres en la frontera, en V Jornadas de Historia en la Abadía de Alcalá la Real. Iglesias y fronteras. Homenaje a José Rodríguez Molina. Jaén, 2005. Diputación Provincial de Jaén.
- Cristianos y musulmanes en el Medievo Hispano, en Musulmanes y cristianos en los romances fronterizos. Madrid, 2006, 107-120, Ediciones G Martín,  287 p.
- History Ander Debate, en Teaching Women's History in Spanish University. New York, 2004, 83-94.

- Mujeres y Ecología. Historia, Pensamiento y Sociedad, en Historia ecofeminista. Madrid, Almudayna, 2004, 35-50.
- La actuación de las mujeres en la defensa de los castillos de la frontera (siglos XIII-XV), en V Estudios de frontera. Funciones de la red castral fronteriza : homenaje a Don Juan Torres Fontes. Congreso celebrado en Alcalá la Real en noviembre de 2003. Jaén, 2004. Diputación Provincial de Jaén.
- Las reinas castellanas y la Frontera en la Baja Edad Media. IV Estudios de Frontera. Historia, tradiciones y leyendas en la Frontera. Homenaje a Enrique Toral y Peñaranda.  Jaén, 2002. Diputación Provincial de Jaén.
- Las mujeres en los romances fronterizos, en II Estudios de Frontera. Actividad y vida en la frontera. En memoria de Claudio Sánchez-Albornoz. Jaén, 1998. Diputación Provincial de Jaén.
- Las mujeres en la frontera, en I Jornadas Estudios de Frontera. Alcalá la Real y el Arcipreste de Hita. Jaén, 1997. Diputación Provincial de Jaén.
- Las mujeres y el poder en la España visigoda, en Homenaje al profesor Juan Torres Fontes (Vol. 2), Murcia, 1987. Secret. Public. Universidad de Murcia-Acad. Alfonso X el Sabio.

### Artículos
- Modelos desautorizadores de las mujeres en los cuentos tradicionales, en la revista Arenal, 21:2; julio-diciembre 2014, 221-241
- El guerrero del Islam. Saladino, en Historia NATIONAL GEOGRAPHIC, 2009, n.º 60, 68-77.
- Flora Tristán. Una mujer preocupada por la realidad social (RI 405039), en e-Legal History Review (e-LHR),  5 de enero de 2008.
- El diccionario de Tomás López como fuente para el estudio del Edad Media del Reino de Granada,  en Homenaje a don Antonio Domínguez Ortiz, Granada, Universidad de Granada, 2008, 903-921.
- El pecado y los pecados de las mujeres, en Pecar en la Edad Media, Madrid, Sílex, 2008, 209-225
- La Historia sobre las Mujeres en España, en eHumanista. Journal of Iberian Studies, 10, 2008, 274-292
- La violencia sobre las mujeres en la Edad Media. Estado de la cuestión, en Clio and Crimen. Revista del Centro de Historia del Crimen de Durango. LA Violencia del Género en la Edad Media, n.º 5, 2008, 24-38.
- Las mujeres en la época de Isabel I de Castilla, en Anales de Historia Medieval de la Europa Atlántica, 1, I, 2007, 161-187.
- Las mujeres y la naturaleza en la legislación visigoda, en Gerión. Necesidad, sabiduría y verdad: el legado de Juan Cascajero,  Extra, 2007, 489-503.
- Apuntes sobre las monjas del monasterio de Santo Domingo el Real de Toledo, en Estudios en memoria del Profesor Dr. Carlos Sáez, Alcalá de Henares, Universidad de Alcalá, 2007, 383-390.
- Veinticinco años de Historia de las Mujeres en España, en Memoria y civilización, 9, 2006, 85-107.[44]
- Historia ecofeminista, en el Observatorio Medioambiental, 2006, 9, 45-60.[18]
- Usos del tiempo, trabajo y ocio de las mujeres en la Edad Media, en la revista Crítica, LVI, 933, 2006, 24-27.
- Historia. Historia de las mujeres. Historia social, en la sección: I. Las mujeres en la Historia reciente, de la revista Gerónimo Uztariz, n.º 21, Pamplona, 2005, 9-22.
- Isabel I y Juana I de Castilla. Formación de un modelo y de su contramodelo. Influencias recíprocas entre Historia y Literatura, en Arenal. Revista de Historia de las Mujeres, 11, 1, 2004, 29-57.

### Prólogos de Libros
- Mujeres y Ecología. Historia, Pensamiento, Sociedad; Mª. Luisa Cavana, Alicia Puleo y Cristina Segura Graiño, Madrid, Almudayna, 2004. Presentación, pp. 5-8
- La Historia en la ficción literaria, "Arenal", 2004, 11,1, 3-115.
- 50 Años de la Confederación Hidrográfica del Tajo. Molina Ibáñez, Mercedes y Segura Graíño, Cristina. Madrid, Confederación Hidrográfica del Tajo, 2004. Introducción, pp. 9-19.
- Cristianos y musulmanes en el Medievo Hispano, Madrid, 2006, Ediciones G. Martín. Presentación, pp. 7-15.
- Mujeres y Espacios Urbanos. Homenaje a Christine de Pizan. 1405-2005", Madrid, 2007, A.C. Almudayna, 190 p.: Presentación, pp. 7-10.
- Mayrit, Madrid, Anaquel de Estudios Árabes. Anejos. Jornadas sobre manuscritos árabes. Colecciones matritenses. Transmisiones moriscas. Madrid, 2008. Prólogo: pp. 9-12.
- Historia de la violencia contra las mujeres; Gil Ambrona, Antonio, 2008, Madrid, Cátedra, Prólogo, pp.

### Publicaciones colectivas
- Madrid. Historia de una capital.  Juliá, Santos; Ringrose, David y Segura Graíño, Cristina. Alianza Editorial. Madrid, 2008.
- Historia de las mujeres en España. Elisa Garrido González; Pilar Folguera Crespo; Margarita Ortega López. Síntesis. Madrid; 1997